# Šingen Takeda
Šingen Takeda (japonsky 武田 信玄, Takeda Šingen; 1. prosince 1521–13. května 1573), známý též pod křestními jmény Kacučijo (1521–1535), Harunobu (1535–1551) a nakonec Šingen (1551–1573), byl japonský vojevůdce. Byl nejstarším synem agresivního vojenského pána Nobutory Takedy (1493–1573). Proslavil se zejména jako výtečný stratég, který hojně využíval poznatků z válečných spisů Umění války sepsaných čínským vojevůdcem Sun-c' (Šingenova proslavená bojová zástava Fúrinkazan toho byla důkazem). Byl jedním z nejmocnějších pánů středního Japonska a nebýt jeho tragické smrti, jistě byl vážným kandidátem na sjednotitele japonských provincií.

## Tygr z Kaie
Neoblíbený, ale schopný velitel Nobutora dokázal upevnit pozice Takedů v provincii Kai a jako své sídlo stanovil roku 1519 Fučú, kde na hoře Murajama postavil hrad Jógai, který se ve výšce 820 metrů nad mořem tyčil severně od města. Během své kariéry dokázal odrazit útoky svých sousedů Imagawů (1521) i Hódžóů (1526). Během výpravy uskutečněné roku 1521 Nobutora dokázal porazit Udžikacua Fukušimu, generála klanu Imagawa. Stalo se tak během bitvy o Iidagawaru. Brzy poté se dozvěděl o narození svého prvorozeného syna, kterého pojmenoval Kacučijo („Tisíc vítězství za sebou“). Když Kacučijo dosáhl 13. roku života, Nobutora dohodl jeho sňatek s dívkou, kterou zaslal klan Uesugi. Ten kontroloval významnou část kraje Kantó. Mladá žena rok po sňatku zemřela a pakt mezi Takedy a Uesugii, který ztvrdil onen sňatek, získal ironický nádech. Kacučijo postoupil roku 1535 obřad dospělosti, při kterém bylo přítomno mnoho významných lidí, mezi nimi i šlechtici, např. Kinjori Sandžó, odstupující Dainógon, jehož dceru si Kacučijo brzy vzal. Šógun Jošiharu Ašikaga povolil Kacučijovi používat slabiky „Haru“ ve svém jméně a tak je od té doby Kacučio znám také jako Harunobu. Taktéž obdržel čestný titul „Šinano no Kami“. Navzdory tomuto velkolepému obřadu se zdá, že Nobutora neměl svého syna příliš v oblibě. Důvody nejsou příliš jasné a zdá se, že nepomohl ani cenný přínos Harunobua během porážky Genšina Hiragy roku 1536. Události mezi lety 1536 a 1540 jsou obestřeny mlhou, možná měl Nobuteru co do činění s klanem Imagawa, snad se za něj přimlouval. Každopádně Nobutora plánoval jmenovat svým dědicem druhého syna Nobušigeho a údajně snad i poslal (k adopci?) Harunobua klanu Imagawa do provincie Suruga. Roky byl Harunobu hlídán Toramasou Obuem, výtečným válečníkem. V roce 1541 se Harunobu náhle vzbouřil, podporován velkou částí vazalů svého otce. Nobutora vzpouru přečkal jen s malým krveprolitím a byl svým synem poslán do vyhnanství do Surugy. Tento čin proběhl za pomoci Nobutorových nejvyšších vazalů, z nichž mnozí měli ke svému pánovi zášť a osobní výtky. Nobušige se oddal běhu událostí a stal se Harunobuovým cenným vazalem.

### Podrobení Šinana
Rychlá vítězství v bitvách o Sezawu, Ueharu, Kuwaharu (Kubaharu).
Harunobuovou hlavní ambicí bylo podrobení provincie Šinano klanu Takeda. Odpor proti jeho silám byl ale skutečně tuhý. Několik vojenských pánů ze Šinana provedlo pár manévrů k, jak doufali, zastavení Takedovy agrese. Byli mezi nimi Jošikijo Murakami (1510–1573), Nagatoki Ogasawara (1519–1583), Jorišige Suwa (?–1542) a Jošijasu Kisó. V dubnu roku 1542 se spojené síly těchto čtyř daimjóů vydaly na pochod k hranici s provincií Kai. Jejich morálka byla posílena zprávami o Harunobuových přípravách na obranu a jeho činnosti ve Fučú. Pravda však byla daleko od Harunobuovy údajné pasivity. Ukázalo se, že šlo jen o um dezinformátorů a špehů a tak se Harunobuovi podařilo válečníky ze Šinana nepříjemně překvapit, když na ně zaútočili u Sezawy. Potěšen úspěchem nad vítězstvím u Sezawy se Harunobu rozhodl, že se nyní zaměří na državy klanu Suwa, kam se také v závěru téhož roku vypravil. Překvapivým útokem nejdříve získal hrad Uehara (ruiny) a okamžitě zaútočil na ústředí klanu Suwa, horskou pevnost Kuwahara (ruiny), vzdálený pouhé 2 kilometry východně. Jorišige Suwa neměl příliš na výběr a tak, když mu Harunobu slíbil bezpečné opuštění hradu, nabídku přijal. On i jeho bratr byli odvezeni do Kaie, kde ovšem měli být zabiti. Úkolu se měl zhostit generál klanu Takeda, Nobutaka Itagaki. Oba bratři z klanu Suwa byli poté donuceni ke spáchání seppuku, ale dost možná také byli chladnokrevně zabiti.
Harunobu za pomoci strategie Kansukeho Jamamota nadále rozšiřoval svoje teritorium. Během svého postupu postupně zvítězil nad oběma hlavními pány středního Šinana, Joročikem Tozawou (1542) a Joricuguem Takatem (1544–1545). Dobytí hradu Takato bylo výhodným tahem, protože se tak podařilo získat pod kontrolu jižní Šinano, stejně jako sever. V roce 1544 Takedové napochodovali do Surugy a za podpory Imagawů se postavili armádě Udžijasua Hódžó. Ke skutečnému boji však nedošlo, protože se Harunobuovi podařilo dohodnout mír mezi všemi znepřátelenými stranami. V příští dekádě se zvyšoval tlak na Harunobuovu přítomnost v Šinanu. Podařilo se mu udržet pod částečnou kontrolou ze všech dobytých míst pouze Ueharu. Roku 1548 Jošikijo Murakami, snad nejobávanější z Harunobuových protivníků, přemístil své jednotky do Uedy, aby Takedům uštědřil hořkou porážku. Na straně Murakamiho jednotek byly během bitvy poprvé použity palné zbraně, čínské arkebuzy. Během porážky ztratil Harunobu dva své nejlepší generály, ale rychle se vzchopil a roku 1552 klany Murakami a Ogasawara donutil definitivně utéct ze Šinana do Ečiga.
Roku 1551 Harunobu přijal jméno Šingen a mnišský šat. Byl znám svou oblibou žen, uměním kaligrafie, moudrou vládou a rozřešením mnoha soudních sporů. Jediné, co nyní potřeboval, byl odpovídající rival. Ten se již profiloval v Ečigu a jmenoval se Terutora Uesugi, známý jako Kenšin.

### Tygr z Kaie a Drak z Ečiga

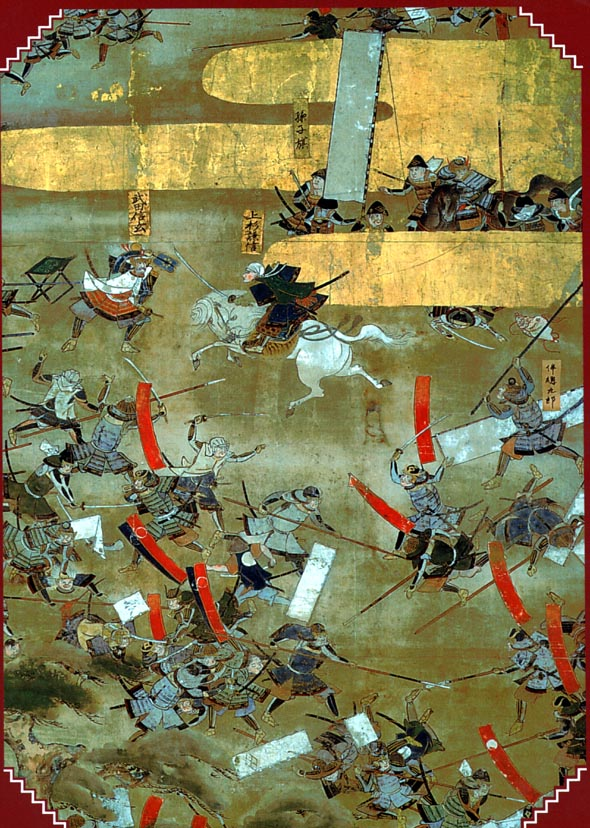
Bitva u Kawanakadžimy

Věrni tradici se zástupci poražených klanů Murakami a Ogasawara představili Terutorovi a protestovali proti Šingenově agresi. Terutora, zneklidněn Šingenovou expanzí na sever a zavázán těmto dvěma uprchlíkům vyhlásil Takedům válku. Protože Murakamiové patřili k Uesugiovým spojencům, Terutora se obával o hranice Ečiga. V červnu a říjnu roku 1553 se klany Uesugi a Takeda utkaly se svými armádami poblíž pláně Kawanakadžima v severním Šinanu a když se obě strany stáhly poté, co si vyměnily pár ošklivých úderů, se zrodila legenda. Celkem se Takedové s Uesugii setkali u Kawanakadžimy pětkrát (1554, 1555, 1557, 1561, 1564). Obě strany utrpěly těžké ztráty, což celkově zpomalilo expanzivní činnost obou klanů. Největší bitva s největšími ztrátami byla v pořadí čtvrtá, roku 1561. Šingen se během ní musel smířit se ztrátou bratra Nobušigeho a svého stratéga Kansukeho Jamamota. Oba byli zabiti během akce v této bitvě.
Co se týče vnitřních záležitostí, přihodily se během období pěti let dvě významné věci. Tou první bylo roku 1560 odhalené spiknutí proti Šingenovi, které usnoval jeho bratranec Nobumoto Katanuma, což Katanumovi vyneslo rozkaz, aby se zabil. V roce 1565 vyplul na světlo další komplot. Tentokrát za ním stáli jeho syn Jošinobu a Toramasa Obu. Toramasa po odhalení spáchal seppuku, zatímco Jošinobu byl uvězněn v Tokódži. O dva roky později Jošinobu zemřel, ne z důvodu nějaké nemoci, jak mnozí věřili a jak bylo prezentováno, ale proto, že Šingen vydal rozkaz, aby stejně jako jeho komplic spáchal seppuku. Tato záležitost učinila rod Takedů prostým dědiců a postavila vazaly Takedů do nelehké situace.

### Nesmrtelný Šingen
S příchodem roku 1564 se Šingenovi podařilo podrobit si celé Šinano a zahrozit i v provincii Kózuke, kde se mu podařilo získat několik hradů na úkor klanu Uesugi. V příštích pěti letech ovšem s expanzivní činností ustal a věnoval se převážně vnitřním záležitostem. Roku 1560 pak Šingen ohromil ostatní přehrazením řeky Fudži. Jednalo se o největší z jeho činů, co se týče vnitřních záležitostí. Výhody a prospěch, které přehrada přinesla, daleko předčily jeho představy. Dílo se stalo jedním z největších vlasteneckých aktů 16. století.

## Takedova expanze
V roce 1568 se Takedova armáda dala znovu do pohybu, tentokrát proti Imagawům na jihu. Daimjóem Imagawů byl Udžizane, nekompetentní syn Jošimota Imagawy (který byl zabit roku 1560 Nobunagou Odou). Jeho politická nejapnost stála Imagawy jejich vazaly klanu Macudaira (Tokugawa) a provincii Mikawu. Několik let předtím si vzal Šingenův syn Jošinobu Udžizaneho sestru, ale po Jošinobuově sebevraždě vztahy mezi klany Takeda a Imagawa značně ochably. Šingen uzavřel dohodu s Iejasuem Tokugawou o rozdělení si zbytku Imagawových držav (provincie Tótómi a Suruga). Dohoda však rychle ztroskotala. Navíc klan Hódžó z provincie Sagami sledoval vyváženost sil a rozhodl se poslat své jednotky, aby rozdrtily Šingenova vojska. Na to Šingen odpověděl roku 1569 svou invazí do Sagami a obléháním hlavního sídla Hódžóů – hradu Odawara. To však trvalo jen krátce (zhruba týden). Takedové pak dokázali zvládnout léčku, do které se je snažili Hódžóové dostat během jejich návratu do Kaie.
Roku 1570 tedy panství Takedů zahrnovalo provincie Kai, Šinano, Surugu a části Kózuke, Tótómi a Hidy. Tím se Šingen stal více než jen regionální silou, byl teď nejdůležitějším pánem na východ od Mino a jediný, kdo byl v pozici někoho, kdo může zabránit Nobunagovi v jeho postupu k nadvládě nad národem. Šingen disponoval strategickou pozicí, výtečnými generálskými schopnostmi a skupinou oddaných vazalů. Roku 1570 zemřel Udžijasu Hódžó a jeho dědic Udžimasa rychle uzavřel se Šingenem mír. Díky tomu mohly oba klany konečně zničit klan Tokugawa, nebýt Šingenovy smrti v roce 1573. Mezitím Takedové a Odové, po neúspěšných diplomatických rozhovorech vyhlásili navzájem slovní válku, jejímž středem byl šógun Jošiaki Ašikaga. Šingen stupňoval tlak na Tokugawy a roku 1572 vyrazil do útoku v Tótómi. Výsledkem bylo obsazení Futamaty. Následujícího roku v lednu se Šingen vrátil zpět a vyzval Iejasua, aby vylezl ze své pevnosti a bojoval s ním na bitevním poli. Následovala bitva u Mikatagahary, severně od centrály Tokugawů Hamamacu. Ta skončila téměř naprostou porážkou Iejasua a jeho posil od Odů. Tím se naskytla jedinečná příležitost vyrazit na pochod do Kjóta. Šingen se ale zároveň nepřestával soustředit na Ody a Tokugawy, kteří sice utrpěli porážku, nicméně představovali nadále hrozbu pro jeho plány. Ke spokojenosti mu navíc určitě nepřidalo ani zjištění, že Jošikage Asakura odmítl Nobunagovi vyhlásit válku. Spoléhal se, že Jošikage spolu s Nagamasou Asaiem, udrží Nobunagu v šachu. To zřejmě rozhodlo, aby se stáhl zpět do Kaie.

## Šingenův konec

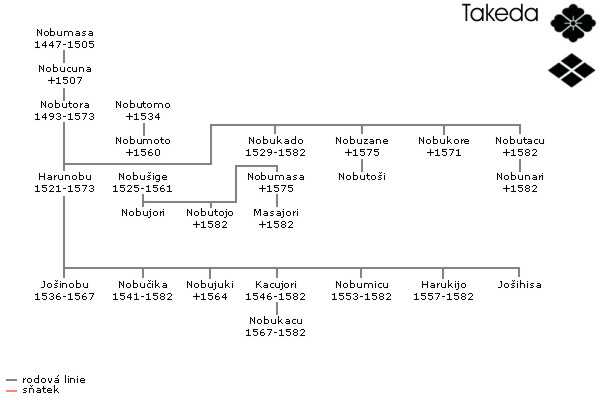
Rodokmen klanu Takeda

Ke vší smůle se začalo schylovat k trpkému konci muže, který ztělesňoval to nejlepší, ale někdy i to nejhorší, z pánů éry Sengoku. Roku 1573, během obléhání hradu Noda v Mikawě, utrpěl Šingen zranění po zásahu odstřelovače (dle některých zdrojů onemocněl). Jisté je, že zemřel v Kobamě v Šinanu v květnu téhož roku. Jeho nástupcem se stal jeho čtvrtý syn Kacujori Takeda.
Šingen byl pánem s obsáhlými znalostmi domácí problematiky a zručným vojevůdcem. Byl velice rozporuplnou osobností. Donutil Jorišigeho Suwu spáchat sebevraždu (nebo jej nechal zabít), i když oba podepsali mírovou smlouvu. Následně si vzal Suwovu dceru za ženu a úplně ignoroval fakt, že byla jeho vlastní neteř. V roce 1565 poslal svého syna Jošinobua do kláštera a pak mu rozkázal spáchat seppuku za jeho podvratné aktivity, stejně jako jeho strážci Toramasovi Obuovi. Jeho domácí politika ukazovala Šingenovu dvojakost. Na jedné straně disponoval kotli, ve kterých zaživa vařil kriminálníky (později je Iejasu nechal zničit) a byl tak v očích lidí krutovládcem. Na straně druhé používal za sebemenší přečin tělesné tresty, čímž si vysloužil chválu všech tříd obyvatel, snad vyjma potrestaných. Zavedl vysoké daně, které museli platit všichni s výjimkou silných samurajských rodin nebo náboženských institucí, a to buď ve zlatě anebo rýží (v některých ohledech tak předběhl později zavedený systém Kandaka).
Ovšem největším přínosem byl Šingen pro Iejasua Tokugawu. Po smrti Kacujoriho a smrti Nobunagy v roce 1582 získal kontrolu na provincií Kai a převzal Šingenův styl a techniku vlády, kterou později zahrnul do modelu řízení šógunátu Tokugawa.
Ještě před svou smrtí si Šingen povolal k lůžku Masakageho Jamagatu, a požádal ho aby vyvěsil jeho praporec nad mostem Seta (tradiční východní brána do Kjóta). Poté se sesunul zpět do polštářů a nedlouho poté zemřel.